# کیلاویا (هاوایی)
کیلاویا (به انگلیسی: Kilauea) یک منطقهٔ مسکونی در ایالات متحده آمریکا است که در شهرستان کائوآئی، هاوایی واقع شده‌است. کیلاویا ۳٫۹ کیلومتر مربع مساحت و ۲٬۸۰۳ نفر جمعیت دارد و ۸۹ متر بالاتر از سطح دریا واقع شده‌است.